# Sheileen Waibel
Sheileen Waibel (Hohenems, 3 de enero de 2001) es una deportista austríaca que compite en tiro, en la modalidad de rifle.
En los Juegos Europeos de Cracovia 2023 consiguió una medalla de plata en la prueba de rifle 3 posiciones 50 m mixto. Ganó tres medallas en el Campeonato Europeo de Tiro entre los años 2021 y 2025.

## Palmarés internacional
| Juegos Europeos    | Juegos Europeos     | Juegos Europeos   | Juegos Europeos                  |
| Año                | Lugar               | Medalla           | Prueba                           |
| ------------------ | ------------------- | ----------------- | -------------------------------- |
| 2023               | Breslavia (Polonia) | Medalla de plata  | Rifle 3 posiciones 50 m mixto    |
| Campeonato Europeo |                     |                   |                                  |
| Año                | Lugar               | Medalla           | Prueba                           |
| 2021               | Osijek (Croacia)    | Medalla de plata  | Rifle 3 posiciones 50 m mixto    |
| 2022               | Breslavia (Polonia) | Medalla de oro    | Rifle en pos. tendida 50 m mixto |
| 2025               | Osijek (Croacia)    | Medalla de bronce | Rifle 10 m solo                  |